# Цыганочка (Сервантес)
«Цыганочка» (исп. La gitanilla) — произведение Мигеля де Сервантеса, открывающее сборник «Назидательных новелл», изданный в 1613 году. Одно из самых поздних по времени создания, написана в Эскивиасе, по-видимому, в 1611 году.
На основе новеллы поставлен балет «Пахита».

## Цыганская тема у Сервантеса
Цыгане появились в Испании в 1425 году и репрессивное законодательство в их отношении начало действовать в 1499-м. Цыганская тема иногда возникала в испанской литературе XVI века, как правило, в комедиях и фарсах. У самого Сервантеса цыгане впервые были выведены в комедии «Педро де Урдемалас». Новшеством «Цыганочки» была представительница этого народа (пусть и мнимая) в роли главной героини. Использование уменьшительно-ласкательной формы (хитанилья, цыганочка), по мнению сервантистов, свидетельствует о теплом личном отношении автора к бродячему племени, с которым его семья состояла в родстве. Дед Мигеля Хуан де Сервантес служил управляющим у герцога дель Инфантадо, вторым браком тайно женившегося[уточнить] на цыганке Марии Кабрере, родившей ему сына Мартина де Мендосу. В свою очередь Мартин вступил в любовную связь с дочерью управляющего Марией, плодом чего стала двоюродная сестра писателя Мартина, позднее известная как Мария де Мендоса.

## Сюжет новеллы
По сюжету новеллы юная цыганка с говорящим именем Пресьоса («драгоценная») покоряет своей прекрасной внешностью, благоразумными манерами, танцем и исполнением романсов сердца провинциальных и столичных жителей. Молодой дворянин Хуан де Каркамо предлагает Пресьосе руку и сердце, но та ставит условием для претендента двухлетнее испытание, которое он должен пройти в таборе, превратившись в цыгана Андреса Кабальеро и обучившись всем воровским премудростям, ибо, как гласят первые же строки новеллы, «похоже на то, что цыгане и цыганки родились на свет только для того, чтобы быть ворами».
Старый цыган в красках расписывает Андресу прелести привольной бродячей жизни, вполне соответствующие стандартному пасторальному канону, за исключением практикуемых его народом воровства и обмана. После различных приключений табор, первоначально направлявшийся в Эстремадуру, меняет маршрут и дорогами Ла-Манчи устремляется в Мурсию, где по навету дочери хозяйки постоялого двора, воспылавшей любовью к Андресу, цыган арестовывают. Не сдержав порыва своей благородной крови, Андрес закалывает нанесшего ему оскорбление солдата, после чего над мнимым цыганом нависает угроза смертной казни, но все счастливо разрешается, когда опекающая Пресьосу бабка признается осуществляющему правосудие коррехидору, что цыганочка является его дочерью, похищенной ею из колыбели много лет назад.
Развязка новеллы содержит стандартную для примененной Сервантесом схемы «греческого романа» сцену узнавания, Хуан де Каркамо и Пресьоса, оказавшаяся дворянкой Костансой де Асеведо-и-Менесес, благополучно сочетаются браком, а физическое и нравственное совершенство девушки, как и у центральных героинь других новелл сборника довольно прямолинейно и безыскусно объясняется именно благородством ее происхождения.
Преодоление главным мужским персонажем терзающей его безрассудной ревности и примитивно-собственнического отношения к предмету своей страсти дает образу некоторое развитие и имеет параллель в таких новеллах сборника как «Великодушный поклонник» и «Ревнивый эстремадурец», а в удивительном для пятнадцатилетней девушки знании жизни, поражающем даже ее бабку-цыганку, обыгрывается распространенный риторический топос puer-senex (ребенка-старца), более характерного для житийной литературы.
Новелла Сервантеса оказала заметное влияние на «Кармен» Проспера Мериме, содержащую ряд совпадений и параллелей с «Цыганочкой».

## Русские переводы
Первый русский перевод новеллы был издан в 1795 году в Смоленске типографией Приказа общественного призрения под названием «Прекрасная цыганка. Испанская повесть. Сочинение г. Сервантеса, автора Дон Кишота». В отличие от прочих переводов Сервантеса, делавшихся с французского и немецкого языков, этот был выполнен с испанского, хотя переводчик и сверялся с французским текстом.
Современный перевод Бориса Кржевского был опубликован в 1935 году в сборнике, выпущенном издательством Academia (стихи были переведены Михаилом Лозинским).

## Комментарии
1. ↑  Проспер Мериме считает это место, наряду с описанием воина в «Дон Кихоте», одним из непревзойденных образцов стиля у Сервантеса (Мериме, с. 310—311)